# 1928 en Espagne
Cet article présente les faits marquants de l'année 1928 en Espagne.

## Décès
- 4 janvier : Cocherito de Bilbao (Cástor Jaureguibeitia Ibarra), matador espagnol (° 20 décembre 1876).